# Merionoeda punctatella
Merionoeda punctatella är en skalbaggsart som beskrevs av Holzschuh 2008. Merionoeda punctatella ingår i släktet Merionoeda och familjen långhorningar.
Artens utbredningsområde är Filippinerna. Inga underarter finns listade i Catalogue of Life.